# Oreo (genre)
Pour les articles homonymes, voir Oreo.
Genre
Oreo est un genre d'araignées aranéomorphes de la famille des Trachycosmidae.

## Distribution
Les espèces de ce genre sont endémiques d'Australie.

## Description
Les espèces de ce genre  mesurent de 2,9 à 3,4 mm.

## Liste des espèces
Selon World Spider Catalog (version 23.0, 19/01/2022) :
- Oreo bushbay Platnick, 2002
- Oreo capensis Platnick, 2002
- Oreo kidman Platnick, 2002
- Oreo muncoonie Platnick, 2002
- Oreo renmark Platnick, 2002

## Systématique et taxinomie
Ce genre a été décrit par Platnick en 2002 dans les Gallieniellidae. Il est placé dans les Trachycosmidae par Azevedo, Bougie, Carboni, Hedin et Ramírez en 2022.

## Publication originale
- Platnick, 2002 : « A revision of the Australasian ground spiders of the families Ammoxenidae, Cithaeronidae, Gallieniellidae, and Trochanteriidae (Araneae: Gnaphosoidea). » Bulletin of the American Museum of Natural History, no 271, p. 1-243 (texte intégral).